# Cheilopogon
Cheilopogon é um género de peixes-voadores beloniformes da família Exocoetidae.

## Espécies
O género Cheilopogon inclui 33 espécies validamente descritas:
- Cheilopogon abei (Parin, 1996)
- Cheilopogon agoo (Temminck y Schlegel, 1846) -
- Cheilopogon antoncichi (Woods y Schultz, 1953)
- Cheilopogon arcticeps (Günther, 1866)
- Cheilopogon atrisignis (Jenkins, 1903) -
- Cheilopogon cyanopterus (Valenciennes, 1847) -
- Cheilopogon doederleinii (Steindachner, 1887)
- Cheilopogon dorsomacula (Fowler, 1944) -
- Cheilopogon exsiliens (Linnaeus, 1771) -
- Cheilopogon furcatus (Mitchill, 1815) -
- Cheilopogon heterurus (Rafinesque, 1810) -
- Cheilopogon hubbsi (Parin, 1961) -
- Cheilopogon intermedius (Parin, 1961)
- Cheilopogon katoptron (Bleeker, 1865)
- Cheilopogon melanurus (Valenciennes, 1847) -
- Cheilopogon milleri (Gibbs y Staiger, 1970) -
- Cheilopogon nigricans (Bennett, 1840) -
- Cheilopogon olgae (Parin, 2009)
- Cheilopogon papilio (Clark, 1936) -
- Cheilopogon pinnatibarbatus altipennis (Valenciennes, 1847)
- Cheilopogon pinnatibarbatus californicus (Cooper, 1863) -
- Cheilopogon pinnatibarbatus japonicus (Franz, 1910)
- Cheilopogon pinnatibarbatus melanocercus (Ogilby, 1885)
- Cheilopogon pinnatibarbatus pinnatibarbatus (Bennett, 1831) -
- Cheilopogon pitcairnensis (Nichols y Breder, 1935)
- Cheilopogon rapanouiensis (Parin, 1961)
- Cheilopogon simus (Valenciennes, 1847)
- Cheilopogon spilonotopterus (Bleeker, 1865)
- Cheilopogon spilopterus (Valenciennes, 1847)
- Cheilopogon suttoni (Whitley y Colefax, 1938)
- Cheilopogon unicolor (Valenciennes, 1847)
- Cheilopogon ventralis (Nichols y Breder, 1935)
- Cheilopogon xenopterus (Gilbert, 1890)